# Новосибирский областной колледж культуры и искусств
Новосибирский областной колледж культуры и искусств — образовательное учреждение в Ленинском районе Новосибирска, основанное в 1947 году.

## История
11 августа 1947 году распоряжением Совета Министров РСФСР № 1890-р была создана трёхгодичная культпросветшкола с набором 90 человек. Новое учебное заведение готовило исключительно методистов клубной работы.
В 1956 году в учреждении появилась заочная форма обучения.
В 1960 году создано отделение для подготовки руководителей народных хоровых коллективов.
В 1962 году школу реорганизуют в культпросветучилище, в этот период действуют дирижёрско-хоровое (народное), русских народных инструментов, режиссёрское и хореографическое отделения.
В 1970 году открылось библиотечное отделение.
В 1990 году областное культпросветучилище было переименовано в областное училище культуры.
В 1992 году училище переименовывают в Новосибирский областной колледж культуры и искусств.
С 1991 по 1998 год в учебном заведении появились следующие отделения: фотепианное (1991), бальной хореографии (1993), академическое дирижёрско-хоровое (1993), фольклорно-этнографическое (1994), киновидеотворчества (1996), декоративно-прикладного искусства (1998).

## Деятельность
Колледж готовит руководителей оркестра русских народных инструментов и детского хора, студии декаротивно-прикладного искусства, фольклорно-этнографического коллектива, ансамбля народного танца, бального коллектива; режиссёров театрализованных форм досуга и массовых праздников, библиотекарей-библиографов, концертмейстеров, преподавателей сольфеджио, фортепиано, аккордеона, баяна, балалайки, домры, гитары; учителей музыки, артистов ансамбля, солистов-вокалистов.
Студенты учреждения продолжают учёбу в вузах искусств Новосибирска, Кемерова, Красноярска, Москвы и Санкт-Петербурга.

## Достижения
Два преподавателя носят звание «Заслуженный артист Российской Федерации», ещё троим присвоено звание «Заслуженный работник культуры Российской Федерации», один педагог отмечен знаком Министерства культуры РФ «За достижения в культуре», пять преподавателей награждены медалью «Ветеран труда».
В числе педагогов есть дипломанты и лауреаты международных фестивалей и конкурсов, студенты колледжа — дипломанты и лауреаты республиканских и региональных конкурсов.

## Руководители
- Г. И. Анцелевич (1947—1968), стоял у истоков основания школы, в тяжёлый послевоенный период сформировал три группы первого набора;
- Н. П. Вязанкин (1969—1991);
- А. В. Иванов (1991—2020), заслуженный работник культуры Российской Федерации;
- А. В. Липихин. (2020- май 2023)